# Viktor Jusjtjenko
Viktor Andrijovytj Jusjtjenko (ukrainska: Віктор Андрійович Ющенко, lyssna (fil)), född 23 februari 1954 i Choruzjivka i Sumy oblast, är en ukrainsk politiker. Han var landets president från 23 januari 2005 till 25 februari 2010. Han var tidigare premiärminister från 1999 till 2001.

## Uppväxt och karriär
Jusjtjenko föddes i byn Choruzjivka i Sumy oblast i nuvarande nordöstra Ukraina, som son till en lärare. Efter studier i ekonomi vid universitetet i Ternopil arbetade Jusjtjenko som revisor i Ivano-Frankivska oblast. 1976 anställdes han vid Sovjetunionens statsbank i Sumy. Han utsågs därefter till styrelseordförande för Ukrainas industribank i Kiev.
1993 anställdes han vid Ukrainas centralbank, vars högste chef han blev 1997. Han gjorde sig där känd som en skarp kritiker av den sittande regeringens ekonomiska politik, då han menade att förändringarna gick alltför långsamt. Han spelade också en viktig roll vid införandet av den nya ukrainska valutan, hryvnian, och för inrättandet av ett modernt regleringssystem för kommersiella banker. Han lyckades även få bukt med en våg av hyperinflation som drabbade landet, och med att upprätthålla valutakursen efter finanskrisen i Ryssland 1998.

### Premiärminister
I ett försök att få fart på landets ekonomi utnämnde president Kutjma honom till premiärminister i december 1999. Snart därefter började tillväxten ta fart igen, första gången sedan Sovjettiden. Snart blev dock Jusjtjenkos regering, med vice premiärminister Julia Tymosjenko i spetsen, indragen i en konflikt med inflytelserika ledare inom gas- och oljeindustrin. Konflikten resulterade i en misstroendeomröstning i parlamentet 2001, som fällde regeringen. Detta sågs med bestörtning av många ukrainare; fyra miljoner namnunderskrifter samlades in till stöd för Jusjtjenko och tiotusentals människor demonstrerade i Kiev.
I januari 2003 samlade Jusjtjenko delar av landets oppositionella i den nationaldemokratiska koalitionen Vårt Ukraina, som vann en fjärdedel av rösterna i parlamentet. Detta räckte dock inte för att nå politisk majoritet, och försöken att samarbeta med de andra oppositionspartierna misslyckades.

## Orangea revolutionen

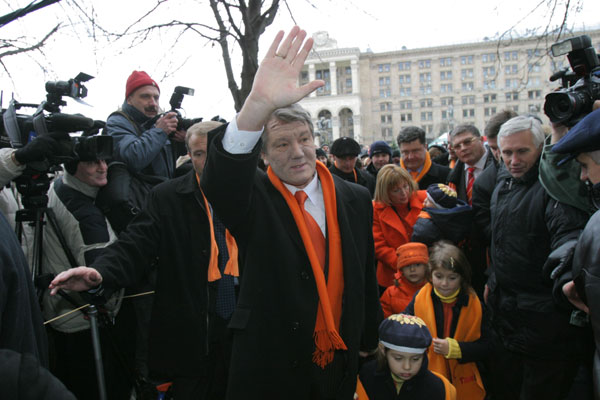
Viktor Jusjtjenko i Kiev under den så kallade orangea revolutionen 2004, då tusentals av hans anhängare demonstrerade mot det misstänkta valfusket i presidentvalet 2004.

Under 2004 meddelade Jusjtjenko att han tänkte ställa upp som oberoende kandidat i det ukrainska presidentvalet. Hans huvudmotståndare om posten var dåvarande premiärministern Viktor Janukovytj. Jusjtjenko gick till val med bland annat löften om att bekämpa den utbredda korruptionen, liberalisera ekonomin och skapa fem miljoner nya jobb. Bättre relationer med väst stod också högt på dagordningen. Jusjtjenkos supportrar samlades i valalliansen ”Folkets makt” (Syla narodu), ledd av honom själv och Julia Tymosjenko.

### Förgiftning
Valkampanjen var ofta hätsk, kontroversiell och våldsam. I september 2004 insjuknade Jusjtjenko hastigt i akut bukspottkörtelinflammation, och hans läkare konstaterade senare att han förgiftats av ämnet dioxinet TCDD. Jusjtjenko anser att det troligtvis intagits i samband med en middag med en grupp ukrainska regeringstjänstemän (däribland chefen för den ukrainska säkerhetstjänsten, Igor Smesjko). Efter förgiftningen är hans ansikte svårt ärrat och uppsvällt av blåsor.

### Misstänkt valfusk och demonstrationer
I den ursprungliga valomgången, som hölls den 31 oktober, fick Jusjtjenko 39,87 % av rösterna mot Janukovytjs 39,32 %. Då ingen av kandidaterna nådde egen majoritet utlystes en andra valomgång till den 21 november, där Janukovytj segrade. Trots att valdeltagandet uppgick till 75 % inkom rapporter från valobservatörer om flera oegentligheter, såsom organiserat flerröstande och extraröster för båda kandidaterna efter att vallokalerna stängt. En sista opinionsundersökning gav Jusjtjenko ledningen i de västra och centrala delarna av landet, och Janukovitj i de östra och södra delarna av landet.
Det misstänkta valfusket, tillsammans med det faktum att tidigare opinionsundersökningar skiljde sig radikalt från den slutliga rösträkningen, gjorde att Jusjtjenko och hans anhängare vägrade att erkänna valresultatet och organiserade omfattande demonstrationer. Detta kom att kallas för den orangea revolutionen, då orange var Jusjtjenkos parti Vårt Ukrainas partifärg, och hans anhängare bar orangea kläder och accessoarer. Som reaktion hölls även stora motdemonstrationer till stöd för Janukovitj i de östra och södra delarna av Ukraina.

### Ny valomgång
I Kiev och andra städer ogiltigförklarades valresultatet av Ukrainas högsta domstol, och en ny valomgång utlystes den 26 december. Inför denna valomgång hade en ny lag antagits av parlamentet för att förhindra valfusk, och rekordmånga valobservatörer fanns på plats för att övervaka valet. Efter en rad överklaganden från Janukovitj utsågs Jusjtjenko slutligen till segrare med 52 % av rösterna mot Janukovitjs 44 %. Den 23 januari 2005 installerades han på presidentposten.

## Presidentskap

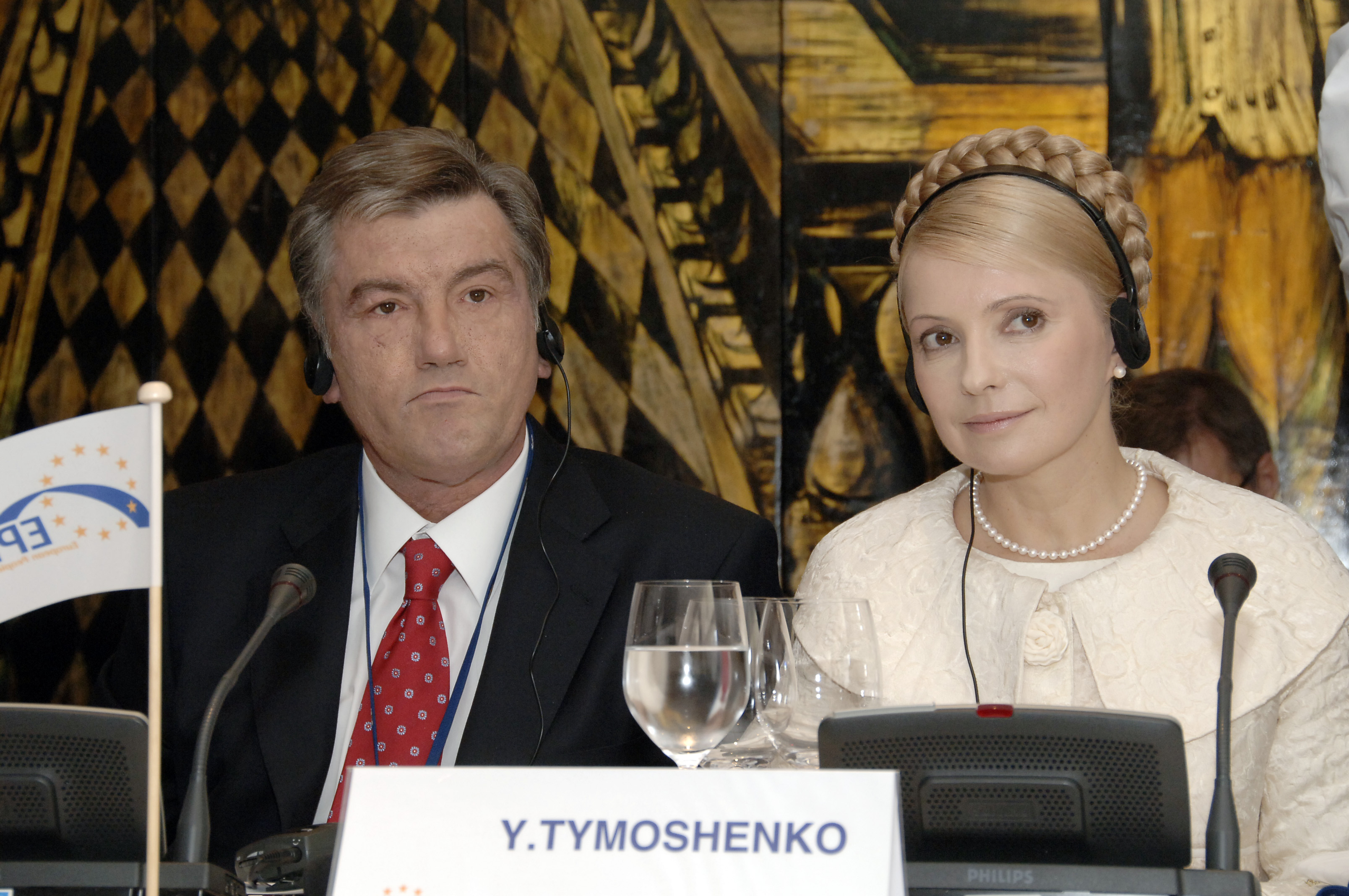
Jusjtjenko och Julia Tymosjenko, 2007.

Den första tiden under Jusjtjenkos tid på presidentposten markerades av ett antal avsked och tillsättningar på alla nivåer i den ukrainska administrationen. Julia Tymosjenko utsågs till ny premiärminister och kunde bilda regering. I september 2005 avskedade Jusjtjenko hela regeringen, efter avhopp och anklagelser om korruption. Som tillförordnad premiärminister utsågs Jurij Jechanurov.
Jusjtjenko har utmärkt sig som en karismatisk politiker med starkast stöd bland ukrainare i de västra och centrala delarna av landet, men betydligt svagare stöd bland i östra och södra Ukraina. Som politiker beskrivs Jusjtjenko ofta som en blandning av en västorienterad högerdemokrat och ukrainsk nationalist. Han kom att förespråka omfattande privatiseringar i den ukrainska ekonomin.

### Natoansökan och politisk kris
Som president kom Jusjtjenko att arbeta för att Ukraina skulle ansöka om medlemskap i Nato, mot bakgrund av kriget mellan Ryssland och Georgien i augusti 2008. Nato-länderna gav Ukraina och Georgien löften om medlemskap under sitt möte i april 2008. Över 70 % av det ukrainska folket var emellertid motståndare till ett medlemskap i Nato, och endast 15 % ställde sig positiva till ett sådant förslag. Att Jusjtjenko omedelbart tog så tydlig ställning för Georgien och sin nära allierade Micheil Saakasjvili utlöste en politisk kris i Ukraina. Premiärminister Julia Tymosjenko, med en tidigare image av västvänlighet, hade legat lågt, men hennes block stoppade en parlamentsresolution som kritiserade Rysslands agerande i Georgien och skulle införa restriktioner för den ryska Svartahavsflottan i Sevastopol på Krim.
För att stoppa Jusjtjenkos provästliga och antiryska politik drevs ett lagförslag fram som begränsar presidentens makt till förmån för premiärministern. Förslaget röstades igenom av Julia Tymosjenkos block och Viktor Janukovytjs Regionernas parti, tillsammans med Ukrainas kommunistiska parti. President Jusjtjenko hävdade att koalitionen skapat en ”premiärministerns diktatur”, och hotade med att upplösa det demokratisk folkvalda parlamentet och utlysa nyval.
Det politiska samarbetet mellan Tymosjenko och Janukovytj blev kortvarigt eftersom båda gjorde anspråk på presidentposten 2010, ett val president Jusjtjenko inte hade en chans i. Stödet för honom hade sjunkit stadigt sedan den orangea revolutionen, och i valet fick han endast drygt fem procent av rösterna.

### Tilldelad hedersbetygelse olagligförklaras

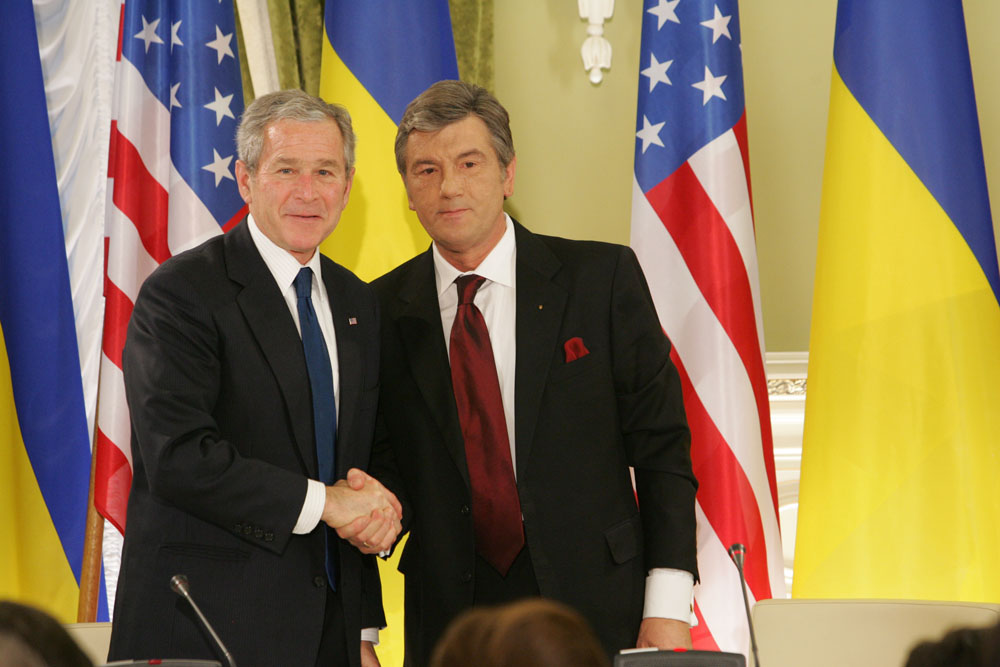
Jusjtjenko och USA:s president George W. Bush, 2008.

Den 22 januari 2010 tilldelade Jusjtjenko postumt Ukrainas hjälte, den högsta hedersbetygelsen i Ukraina, till de ukrainska nationalistledarna Stepan Bandera och Roman Sjuchevitj. Beslutet gjordes under Jusjtjenkos sista dagar som president, och var kontroversiellt då både Bandera och Sjuchevitj samarbetat med Nazityskland under andra världskriget. Utmärkelsen fördömdes av Simon Wiesenthalcentret och Polens president Lech Kaczyński, det ryska utrikesministeriet, sovjetiska veteranorganisationer och ukrainska politiker såsom Serhij Tihipko och Konstantin Zarudnev.
Zarudnev, en parlamentsledamot som representerar Sevastopol och Ukrainska socialistiska framstegspartiet, gick så långt som att bränna sitt ukrainska pass i protest, enligt den ryska nyhetsbyrån RIA Novosti. Europaparlamentet beklagade att Stepan Bandera förlänats utmärkelsen i en resolution om situationen i Ukraina den 25 januari 2010. Den 3 mars 2010 uppmanade det regionala styret i Ivano-Frankivsk Europaparlamentet att granska denna resolution.
Viktor Janukovytj, som efterträdde Jusjtjenko som president, gav under sitt första officiella besök till Moskva i mars 2010 löften om att riva upp Jusjtjenkos beslut att tilldela Bandera och Sjuchevitj hedersbetygelsen.
Det ukrainska parlamentet tillsatte den 9 mars en undersökningskommission som granskade ett antal utmärkelser, bland dem Banderas, som utdelats under Jusjtjenkos sista dagar som president.
Utmärkelsen förklarades som olaglig av en ukrainsk domstol i april 2010. I januari 2011 drogs utmärkelsen officiellt tillbaka av president Janukovytj.

## Privatliv
Jusjtjenko är gift med Kateryna Jusjtjenko-Tjumatjenko, ukrainsk-amerikanska född i Chicago som tidigare arbetat vid USA:s utrikesdepartement. Tillsammans har de tre döttrar och två söner.